# هلنا (نام کوچک)
هلنا نامی زنانه و شکل لاتین نام یونانی هلن است.
افراد سرشناس با این نام عبارتند از:
- سنت هلنا، مادر کنستانتین بزرگ
- هلنا (همسر ژولیان)
- هلنا بلاواتسکی، نویسنده اهل روسیه
- هلنا پاپارازیو، خواننده و ترانه‌سرای یونانی-سوئدی
- هلنا بونهام کارتر، بازیگر اهل انگلیس
- هلنا جوزفسن، خواننده اهل سوئد
- هلنا رابیشتین، چهره‌پرداز اهل آمریکا
- هلنا رازیوا، ریاضیدان اهل لهستان
- هلنا رانالدی، بازیگر اهل برزیل
- هلنا سوکووا، تنیس‌باز اهل چک
- هلنا کریستنسن، مدل اهل دانمارک
- هلنا متسون، بازیگر اهل سوئد
- هلنا موجسکا، بازیگر اهل لهستان
- هلنا مورنو، سیاستمدار اهل آمریکا
- هلنا نوربرگ هاج، زبانشناس و نویسنده اهل سوئد
- هلنا وندراچکووا، خواننده اهل چک